# 미국 유대신학교

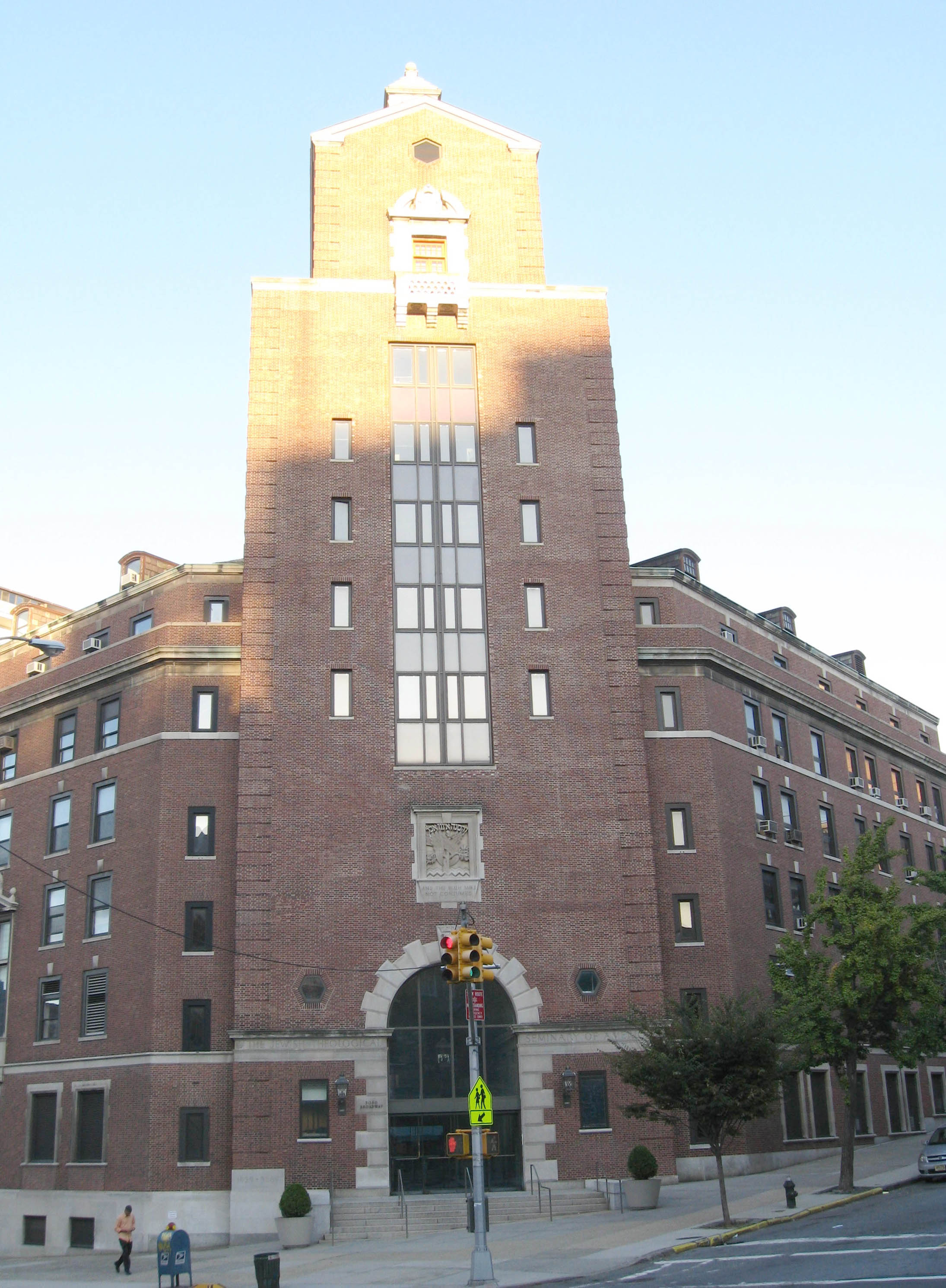
맨해튼의 3080 Broadway에 JTS 건물

유대신학교 (Jewish Theological Seminary, JTS)는 미국 뉴욕주 뉴욕시에 있는 보수주의 유대인 교육기관이다. 보수적 유대주의의 교육과 영적센터 가운데 하나이며 유대학문의 학술기관이다.